# Borovice Martínezova
Borovice Martínezova (Pinus maximartinezii) je mexická pětijehličná borovice, mající nejvyšší počet děložních lístků ze všech známých rostlin (až 24) a jedny z největších semen ze všech borovic. Je reliktním druhem, objeveným teprve v 60. letech 20. století, pojmenována byla na počest mexického botanika Maximina Martíneze.

## Popis
Stálezelený, jehličnatý strom, dorůstající do výšky 20 m. Kmen dosahuje průměru 0,4 m. Větve jsou nepravidelné. Koruna je široká, kopulovitá, někdy nepravidelná. Borka je zprvu hladká tenká a šedá, později u dospělých stromů tloustnoucí, šedohnědá, tence šupinovitá, rozpraskaná do mnohoúhelníkových bloků, rozdělených úzkými brázdami. Letorosty jsou žlutozelené. Pupeny jsou pryskyřičnaté a 4–8 mm dlouhé.
Jehlice jsou na vnějších površích leskle světlezelené až modrozelené a se dvěma velkými pryskyřičnými kanálky, zasahujících do pokožky vnějšího povrchu, každý kanálek z jedné strany nerozdělené středové cévy. Na vnitřních površích mají jehlice vrstvu s bělavým voskem a řadami průduchů; přímé, měkké a ohebné jehlice jsou ve svazečcích po 5 (vzácně též po 3 a 4); jehlice jsou 6–12 cm dlouhé, 0,8–1 mm široké. Svazečkové pochvy jsou 6–8 mm dlouhé, většinou opadavé; malé základnové poševní šupiny opadavé naopak nejsou. Jehlice zůstávají na stromě 1–2 roky.
Samčí šištice jsou žlutohnědé, 8–10 mm dlouhé. Samičí šištice – šišky jsou oválně válcovité, velké a masivní, 15–27 cm dlouhé a 10–12 cm široké, po rozevření 11–14 cm široké, vážící až 2 kg, zprvu zelené a později červenohnědé; šišky jsou na 10–30 mm dlouhých a 6–8 mm silných stopkách. Šupin šišek je 60–110; šupiny jsou masivní, 35–50 mm široké, 20 mm silné, výrůstky (apofýzy) jsou pyramidální, s 10–15 mm širokými a tupě trojúhelníkovými přírůstky prvního roku (Umbo). Semena jsou 22–28 mm dlouhá, žlutohnědooranžová, obdélníková, s velmi tlustým a tvrdým pláštěm. Semena s 1–2 mm dlouhými, nevyvinutými křídly nevypadávají z šišky, ale jsou rozšiřována ptáky; křídla zůstávají na šupinách po vypadnutí semen. Děložních lístků je u vyklíčených semenáčů 24, nejvíce ze všech zaznamenaných rostlin. Strom kvete v květnu až červnu. Šišky dozrávají v srpnu, 28 měsíců po opylení.

## Příbuznost
Borovice Martínezova je blízce příbuzná s borovicí Pinceovou (Pinus pinceana), která je považována za jejího předka. Další blízká příbuzná je borovice Rzedowského (Pinus rzedowskii).

## Výskyt
Domovinou stromu je Mexiko (státy Durango a Zacatecas).

## Ekologie
Strom roste v nadmořských výškách 1750–2400 m. Není příliš mrazuvzdorný, vydrží mráz pouze do –1 °C. Hory v Zatacesasu, kde se borovice Martínezova vyskytuje, jsou tvořeny zčásti pískovcem, zčásti vápencem a také metamorfovanou horninou, půdy jsou zde velmi kamenité. V Durangu roste strom v kamenitých půdách, pocházejících z magmatických hornin. pH půdy, ve kterém se stromu daří, je 6,1-8,5 . Srážkové úhrny se zde pohybují kolem 700–800 mm za rok, prší zde prakticky jen v průběhu 4 měsíců v létě. Borovice Martínezova je zde většinou jedinou borovicí, občasně se zde roztroušeně objeví několik jedinců borovice Pinus leiophylla var. chihuahuana a Pinus lumholtzii. Hojně se v těchto oblastech vyskytují duby, například dub Quercus macrophylla.

## Využití člověkem
Strom je nízkého vzrůstu a zavětvený, není proto používán pro dřevo. Mexičané využívají jeho jedlá a velmi výživná semena, která sbírají a v kraji prodávají, občas je zde též strom pěstován jako okrasný. Mimo Mexiko je občasně pěstován v botanických zahradách (například v botanické zahradě při univerzitě v Berkeley, v Kalifornii, v USA) a také v lesních školkách výzkumného typu.

## Ohrožení
Strom je považován za ohrožený. Jeho populace klesá. Hlavní nebezpečí pro strom představují požáry, přílišné spásání, následované erozí, při které se uchytí jen minimum semenáčů stromu. Taktéž přílišný sběr šišek a semen stromu snižuje jeho rozmnožovací schopnost. V posledních letech byla semena také nasbírána pro použití v záchranném ex situ programu. Borovice Martínezova roste na pozemcích v soukromém vlastnictví místních vesničanů, kteří mají zájem o sklizeň semen této borovice a také zde pasou dobytek. Pro obchodní význam semen této borovice se místní vesničané a statkáři podílejí, za podpory mexické vlády, na její ochraně, především předcházením lesních požárů, například omezením přístupu a táboření. Byla zahájena určitá obnova populace stromu. Omezování přílišného spásání je nejisté, protože zde již dochází ke konfliktu zájmů.